# Elias Marks

Grabmal auf dem Ostenfriedhof in Hamm 2007

Elias Marks (* 20. Juni 1765 in Kamen; † 14. Januar 1854 in Hamm) war ein jüdischer Kaufmann und Philanthrop aus Hamm.

## Familie
Elias Marks war Sohn des Marcus Hertz, einem Bruder des Anschel Hertz. Er war verheiratet mit Henriette Hertz (1769–1823). Ihre Tochter Sophie (1791–1816) heiratete 1815 Alexander Haindorf (1784–1862).

## Leben
Marks gehörte zu den herausragenden Persönlichkeiten der jüdischen Gemeinde Hamm.
Der Kaufmann lebte in der Südstraße 6 in Hamm (alt: Nro 559).
1820 kaufte er für 18.300 Taler das brandenburgisch-preußische Lehnsgut Haus Caldenhof von den Erben Wolframsdorf. 1824 kaufte er Gut Wilkinghof in Berge. Von 1841 bis 1843 betätigte sich der Kaufmann auch als Stadtverordneter. Zusammen mit Israel Gerson, Seligmann Bacharach, Levi Stern und Elias Spanier kaufte Elias Marks 1842 das Haus an der Martin-Luther-Straße 5, um es anschließend der jüdischen Gemeinde als Schule und Bauplatz für eine neue Synagoge zur Verfügung zu stellen. Den Bau der neuen Synagoge im Jahre 1868 erlebte er nicht mehr.
Auch das Schulprojekt seines Schwiegersohnes Alexander Haindorf in Münster unterstützte er mit nicht unerheblichen Geldmitteln. 1825 gründeten Marks und Haindorf gemeinsam die Marks-Haindorf-Stiftung, die jüdischen Kindern helfen sollte.
Testamentarisch begründete Marks im Jahre 1854 die Marks-Stiftung mit der Auflage, dass dadurch hilfsbedürftige Bürger beliebiger Konfession unterstützt werden sollten. Die Stiftung umfasst Zinsen aus einem Kapitel von 5.000 Reichsthalern und die Nutzungsrechte an einem Garten in der Südenfeldmark.
Sein Grabmal befindet sich auf dem jüdischen Teil des Ostenfriedhofs.